# اشتفان انگلس
اشتفان انگلس (به آلمانی: Stephan Engels) بازیکن فوتبال و هافبک اهل آلمان است که از سال ۱۹۸۲ میلادی عضو تیم ملی فوتبال آلمان بوده‌است. وی در ۸ بازی ملی حضور داشته است و آخرین بازی ملی خود را در سال ۱۹۸۳ میلادی انجام داد. اشتفان انگلس در بازی‌های ملی‌اش گلی به ثمر نرساند.